# إبراهيم عرابي
إبراهيم عرابي (ولد 1912) هو بطل أولمبي مصري في المصارعة الرومانية. شارك في دورة الألعاب الأولمبية الصيفية 1936 في وزن المتوسط (حيث حصل على المركز الخامس)، وفي دورة الألعاب الأولمبية الصيفية 1948 في وزن خفيف الثقيل (حيث حصل على المركز الثالث والميدالية البرونزية).
حصل عرابي أيضًا على الميدالية الفضية في وزن أقل من 97 كجم في دورة ألعاب البحر الأبيض المتوسط التي نُظمت بمدينة الإسكندرية سنة 1951.

## روابط خارجية
- إبراهيم عرابي على موقع قاعدة بيانات المصارعة الدولية (الإنجليزية)
- إبراهيم عرابي على موقع أوليمبيديا (الإنجليزية)